# Волошин, Леонид Анатольевич
Леонид Анатольевич Волошин (р. 30 марта 1966 года, Орджоникидзе, РСФСР, СССР) — российский легкоатлет, прыгун в длину и тройным. Заслуженный мастер спорта СССР, заслуженный мастер спорта России. Участник двух Олимпиад (1988, 1992), серебряный призёр чемпионатов мира 1991 и 1993 годов, чемпионат Европы 1990, чемпион мира и Европы в залах.

## Биография
Начинал заниматься лёгкой атлетикой в Орджоникидзе. Выигрывал первенство СССР среди юниоров. С 1984 два года служил в армии в Краснодаре, где продолжил заниматься прыжками под руководством Евгения Мартианова, выступая за краснодарское «Динамо». На Олимпийский играх в Сеуле в 1988 году в соревнованиях по прыжкам в длину занял 8-е место. С 1990 года перешёл на прыжок тройным. На Олимпиаде в Барселоне 1992 года участвовал уже в соревнованиях тройным прыжком, где занял 4-е место.
Является рекордсменом России по прыжкам в длину и тройным прыжком в помещениях (бывший мировой рекорд).
В 1994 году получил травму ахиллова сухожилия, долго лечился, но так и не смог вернуться в большой спорт.
В настоящее время проживает в Краснодаре, занимается тренерской деятельностью.

## Личные достижения
- 8,46 м — прыжок в длину (05.07.1988, Таллин) — рекорд России
- 17,75 м — тройной прыжок (26.08.1991, Токио)
- 17,77 м — тройной прыжок в помещениях (06.02.1994, Гренобль)